# Pythagoras
För andra betydelser, se Pythagoras (olika betydelser).
Pythagoras (grekiska), född ca 570 f.Kr., död ca 495 f.Kr., var en grekisk filosof och matematiker. 
Pythagoras är bland annat känd för Pythagoras sats, som ger förhållandet mellan kateterna och hypotenusan i en rätvinklig triangel. Pythagoréerna, anhängarna till Pythagoras lära, var så vitt man vet de första som konstruerade ett formellt matematiskt bevis för formelns giltighet. Satsen var dock känd långt före Pythagoras tid, särskilt i specialfallen med sidlängder 3,4,5 och 5,12,13.
Pythagoras trodde att allt i världen ytterst var heltal, som även kan användas för att ange bråktal. Insikten om att kvadratroten ur 2 är irrationellt, det vill säga inte kan uttryckas exakt som ett bråk, rubbade pythagoréernas världsbild.
Pythagoras grundade även en sektliknande religion som bland annat, enligt Aristoteles, inte tillät medlemmarna att äta bönor, eftersom bönor var kopplade till Hades. Aristoteles och Aristoxenos har beskrivit en hel del specifika levnadsregler för pythagoréerna, bland annat var de förbjudna att äta viss animalisk föda. Det verkar enligt Aristoteles (Aulus Gellius IV. 11. 11-12) vara fråga om att det var förbjudet att äta vissa delar av vissa djur, som exempelvis livmoder och hjärta. Detta överensstämmer med annan grekisk sed och rit vid denna tid. Andra hörnpelare i religionen var reinkarnation och talmystik.

## Historia
Pythagoras föddes på ön Samos. Hans mor var infödd medan hans far var en köpman från Tyros. Som barn följde Pythagoras ofta med sin far på sina resor som gick både till Syrien och Italien. 
Pythagoras influerades mycket av Thales och Anaximander som levde i Miletos, en forntida stad på fastlandet inte långt från Samos. I 20-årsåldern brukade han åka över till Miletos och besöka Thales. Det var där som Pythagoras fick idén att resa till Egypten för att förkovra sig inom matematik och astronomi. Där stannade han tills Egypten blev invaderat av den persiske kungen Kambyses II. Han fördes som krigsfånge till Babylon där han senare studerade deras läror och deras gudar. Efter några år återvände han till Samos där han grundade en skola som kallades ”halvcirkeln”. Han lämnade snart Samos på grund av allt för stor uppståndelse kring honom.
Öborna var dessutom inte mottagliga för Pythagoras idéer, så han flyttade till Kroton i Italien och grundade en ny skola som senare kom att bli fästet för pythagoréerna. Med på föreläsningarna fanns ofta hans blivande fru Theano, dotter till Milo. De lär ha fått två eller tre döttrar. Det förekommer uppgifter även om två söner. Pythagoras blev förföljd och flydde till Metapontum, en stad i Italien, där han enligt vissa uppgifter lär ha stannat och slutat sina dagar; andra gör gällande att han återvände till Kroton och levde tills han blev 75 år.

## Eftermäle
Pythagoras blev en närmast mytologisk figur i den grekiska världen efter sin död. Bland annat sades det att hans lår var av guld, och att en flod hälsade på honom när han korsade den. Han brukade även klä sig på ett unikt sätt, helt i vitt och med en gyllene krans och byxor.
En legend säger att en av hans lärjungar, Hippasos, försökte hitta ett bråk som motsvarade √2. När han inte hittade något blev han överlycklig och gick till Pythagoras. Denne vägrade erkänna att √2 var ett irrationellt tal, och skall ha dömt Hippasos till döden genom dränkning.
En stor del av det vi idag vet om Pythagoras är vad den syriske författaren Iamblichos skrev i ”Om Pythagoras liv”. Han levde emellertid omkring 250–300 e.Kr, det vill säga sexhundra till sjuhundra år efteråt. Ytterligare en, men också till viss del tveksam, källa är Diogenes Laertios som troligen också skrev under 200-talet e.Kr.
Nedslagskratern Pythagoras på månen och asteroiden 6143 Pythagoras är uppkallade efter honom.